# Anathyrosis

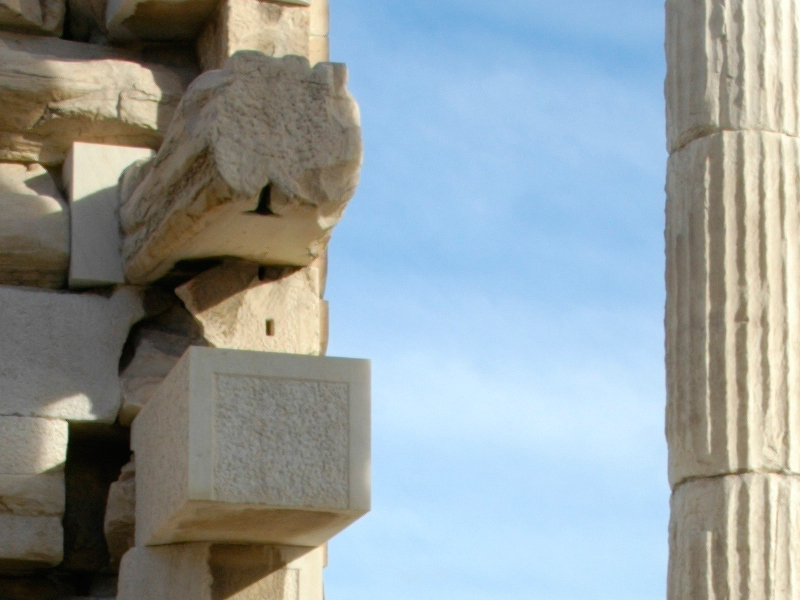
Anathyrosis an einem Block des Erechtheions

Anathyrosis (fem., auch Anathyrose, von griech. θύρα – die Tür) ist der  Ausdruck für eine bestimmte technische Bearbeitung von Anschlussflächen an antiker Werksteinarchitektur im griechischen und römischen Bauwesen. Die Technik ist seit dem frühen 6. Jahrhundert v. Chr. in der griechischen Steinarchitektur verbreitet. An Werksteinbauten, an denen die Steinblöcke mörtellos und ohne sonstige Ausgleichsmaterialien direkt auf- und aneinander versetzt wurden, mussten die Lager- und Stoßflächen möglichst exakt gearbeitet werden. Um den hierfür notwendigen Aufwand zu begrenzen, wurden Anschlussflächen nur in einem schmalen Randstreifen (als Saum der Anathyrose bezeichnet) entlang den Sichtflächen oder den Außenkanten des Blockes fein geglättet und abgeglichen. Der innere Bereich der Anschlussflächen, als Spiegel bezeichnet, wurde hingegen mit gröberem Werkzeug leicht vertieft abgearbeitet, um zu vermeiden, dass wegen vorstehender Stellen kein dichter Fugenschluss erreicht wurde.
Diese Technik wurde im Quaderbau vorwiegend an Stoßflächen verwendet, während man aus Stabilitätsgründen auf den Lagerflächen den Innenbereich meist nicht vertiefte, oft aber etwas gröber ausarbeitete – mit dem Spitzeisen und nicht mit dem Zahneisen. Für diese sehr ähnliche Bearbeitung wird der Begriff Anathyrose im Allgemeinen nicht verwendet. Vereinzelt ist auch auf Lagerflächen die Bearbeitung mit Anathyrose zu beobachten, vor allem bei Verwendung dichten, daher aufwendig zu bearbeitenden und tragfähigen Steinmaterials, so des Öfteren an marmornen Säulentrommeln oder Pfeilerschaftstücken.
Die genaue Beobachtung dieses technischen Details kann Aufschluss darüber geben, wo ein Bauglied innerhalb eines Gebäudes saß oder ob weitere Steine mit ihm im Verband standen.